# Аганґар-Кола-є Олья
Аганґар-Кола-є Олья (перс. اهنگركلاعليا) — село в Ірані, у дегестані Дабуй-є Джонубі, у бахші Дабудашт, шагрестані Амоль остану Мазендеран. За даними перепису 2006 року, його населення становило 925 осіб, що проживали у складі 233 сімей.

## Клімат
Середня річна температура становить 17,21 °C, середня максимальна – 30,68 °C, а середня мінімальна – 3,88 °C. Середня річна кількість опадів – 887 мм.
| Клімат поселення                              | Клімат поселення | Клімат поселення | Клімат поселення | Клімат поселення | Клімат поселення | Клімат поселення | Клімат поселення | Клімат поселення | Клімат поселення | Клімат поселення | Клімат поселення | Клімат поселення | Клімат поселення |
| Показник                                      | Січ.             | Лют.             | Бер.             | Квіт.            | Трав.            | Черв.            | Лип.             | Серп.            | Вер.             | Жовт.            | Лист.            | Груд.            |                  |
| Середній максимум, °C                         | 11,91            | 12,26            | 15,40            | 21,01            | 24,44            | 27,80            | 30,49            | 30,68            | 27,85            | 23,11            | 18,00            | 13,86            |                  |
| Середня температура, °C                       | 7,88             | 8,22             | 11,40            | 17,00            | 20,43            | 23,80            | 26,10            | 26,30            | 23,50            | 18,74            | 13,62            | 9,50             |                  |
| Середній мінімум, °C                          | 3,88             | 4,20             | 7,38             | 12,99            | 16,41            | 19,78            | 21,77            | 21,96            | 19,14            | 14,38            | 9,27             | 5,14             |                  |
| Норма опадів, мм                              | 95               | 72               | 62               | 29               | 25               | 22               | 24               | 53               | 97               | 155              | 133              | 120              |                  |
| Середньомісячна швидкість вітру, м/с          | 2.10             | 2.49             | 2.50             | 2.30             | 2.41             | 2.88             | 2.77             | 2.22             | 2.02             | 1.90             | 1.96             | 2.08             |                  |
| Середньомісячна сонячна радіація, кДж/м²·день | 8197             | 10271            | 12357            | 15624            | 19953            | 21810            | 21635            | 18848            | 15304            | 11913            | 9467             | 7721             |                  |
| --------------------------------------------- | ---------------- | ---------------- | ---------------- | ---------------- | ---------------- | ---------------- | ---------------- | ---------------- | ---------------- | ---------------- | ---------------- | ---------------- | ---------------- |
| Джерело:                                      |                  |                  |                  |                  |                  |                  |                  |                  |                  |                  |                  |                  |                  |